# S/S Nämdö
Ångfartyget Nämdö av Stockholm var ett svenskt lastfartyg som minsprängdes den 12 augusti 1944 vid Elbes mynning. Fyra man omkom.

## Historik
Den minsprängda ångaren byggdes 1907 vid Ropners varv i Stockton till rederiet Constantine & Pickering i Middlesburough och hette Harsleywood samt överlevde hela första världskriget. 1923 köptes Harsleywood till Sverige av rederi AB Protector i Stockholm vars huvudägare var konsul Torsten Roberg och AB Olson & Wright. Hon omdöptes till Wright och en annan inköpt ångare till Olson. Wright gick därefter i tre år i amerikansk fart.
Wright köptes 1930 av Limhamns rederi AB och omdöptes till Eskil med kapten Lars Andersson som befälhavare. Eskil var det största fartyg, som dittills haft sin hemort i Limhamn och Malmö.
Efter krigsutbrottet 1939 uppbringades Eskil av tyska örlogsfartyg. Eskil var barlastad, men det tog ändå tre veckor för undersökningen, varefter Eskil frigavs. Ångaren gick därefter till Trelleborg, frös inne för vintern och såldes under tiden till Rederi AB Rex i Stockholm som ersättning för den utanför Trelleborg minsprängda S/S Torö. Eskil omdöptes till Nämdö och lämnade Trelleborg under kapten T. Brandts befäl.
Sommaren 1942 sänktes Rexbolagets ångare S/S Värmdö i en konvoj. I denna befann sig även Nämdö som utsattes för flera anfall med klarade sig som genom ett under. Ett av bombplanen flög rätt över Nämdö och fällde en bomb, som träffade relingen och studsade överbord, där den exploderade i vattnet tätt intill fartygssidan. Trots en del skador kunde Nämdö denna gång fortsätta sin resa. Bombflygaren gjorde därpå en sväng och kom tillbaka i ett nytt anfall och passerade så lågt, att planets ena vinge törnade mot Nämdös förmast med påföljad att planet störtade i havet och sjönk.
I mars 1944 bärgade Nämndö, i Fehmarn bält två sjömän, de enda överlevande från den danska skonaren Mary Lass, som gått till botten.

## Minsprängningen
Nämdö hade på sin resa från Luleå till Bremen den 12 augusti nått ned till Elbes mynning. En tysk minsvepare gick före Nämdö och efter i kölvattnet följde flera fartyg, Nämdö hade några dagar före avmagnetiserats, varför man tänkte sig att fartyget inte skulle ha större inflytande på en magnetmina. Oaktat detta exploderade en mina under Nämdö kl 09:30. Fartyget bröts sönder i två halvor och sjönk inom en minut. Eftersom fartyget sjönk så snabbt måste besättningen hoppa i sjön. Vädret var emellertid lugnt, varför de efterföljande fartygen snart nog kunde plocka upp de nödställda. Vid explosionen blev de flesta ombord mer eller mindre vimmelkantiga eller bedövade.
Fyra av de ombordvarande saknades. Förste styrmannen hade varit i sin hytt och syntes inte till efter explosionen, vid vilken de två som hade befunnit sig i maskinrummet, torde ha dödats omedelbart. Den fjärde saknade hade kastat sig i sjön med förmodligen varit så omskakad, att han inte märkt att han hoppat i vattnet akterut och därmed dragits in i propellern och omkommit.
De överlevande fördes in till tysk hamn, varifrån de kunde återvända till Sverige - utan fartyg, som så många andra sjömän på denna farliga trad.